# Veículo solar

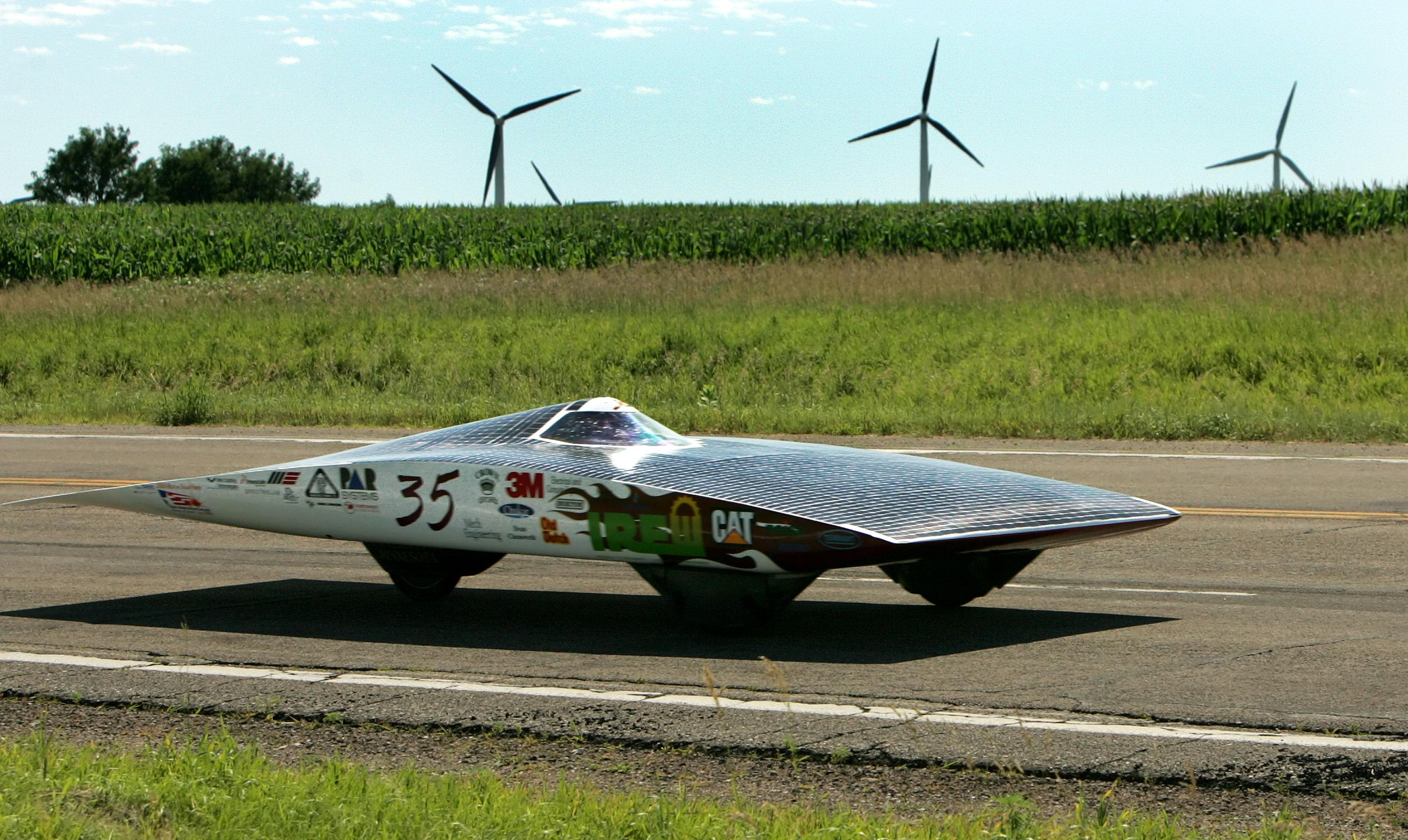
Um protótipo de veículo solar

Um veículo solar é um veículo que utiliza a energia solar, para a sua locomoção. No caso mais comum, o carro solar contém um painel fotovoltaico que converte a energia do Sol em energia elétrica que alimenta um motor elétrico. É composto também por uma bateria, para os casos em que a luz solar é insuficiente para a locomoção exigida, podendo esta ser carregada quando o carro está parado. Há todavia também veículos marítimos, ou seja barcos solares, e mesmo aeronaves.